# Delia silvicola
Delia silvicola är en tvåvingeart som först beskrevs av Robineau-desvoidy 1830.  Delia silvicola ingår i släktet Delia och familjen blomsterflugor. Inga underarter finns listade i Catalogue of Life.